# Cacajao hosomi
El uacarí de Neblina o chucuto negro (Cacajao hosomi) es una especie de primate platirrino de la familia de los pitécidos.

## Distribución
Se encuentra en un bolsón de la Amazonia, al noroccidente de Brasil y al sur de Venezuela. El Pico de la Neblina, marca el centro de su distribución conocida. Su área de distribución limita por el sur y el occidente con el río Negro, por oriente con el río Marauiá (Brasil) y por el norte con el Casiquiare y el Orinoco.

## Descripción
La longitud de su cuerpo alcanza entre 42 y 49 cm; la cola mide entre 12,5 y 21 cm. Pesa alrededor de 3 a 4,5 kg; los machos son ligeramente más pesados que las hembras. Su pelaje es denso y relativamente largo, de color negro en la parte superior de la cabeza, hombros, brazos y pies. La espalda baja, las caderas y la cola corta se tiñen de color rojo brillante y de color marrón. la cara y las mejillas son en gran parte desnudas, pero la parte superior de la cabeza está cubierta de pelo largo y negro brillante.

## Ecología y comportamiento
Es exclusivamente arborícola y vive en la canopia del bosque húmedo, desde los 100 hasta los 1500 m s. n. m.
Su dieta consta de semillas inmaduras, principalmente de las especies de las especies de árboles Micrandra spruceana, Eperua leucantha y Hevea brasiliensis, pero también se alimenta de pulpa de frutas, hojas e insectos.
Se desplaza frecuentemente en grandes grupos flexibles, hasta 4 km diarios, pero forrajea por separado. Aunque generalmente se encuentran grupos de 10 a 30 individuos, grupos más grandes, de hasta 100, se puede observar en las zonas de abundancia de alimentos. Los miembros del grupo se comunican mediante una gran variedad de vocalizaciones, como gritos y silbidos y con señales visuales, por ejemplo meneando la cola.

## Reproducción
Son polígamos. El parto coincide con el inicio de la temporada de lluvias, en plena cosecha de frutas, entre marzo y abril (7). Una sola cría nace cada dos años. El macho alcanza la madurez sexual a los 6 años de edad, y la hembra a los 3 años.

## Identificación
Fue observado por Jean-Phillipe Boubli de la Universidad de Auckland quien en 2008 lo describió como especie diferente, así como también al uacarí de Aracá (Cacajao ayresi), que habita más al oriente. Diferenció estas especies sobre la base de su genética distinta, morfología y ecología,, distinguiéndolas de Cacajao melanocephalus que habita más al sur y al occidente.
Varios años antes de darse cuenta de que trataba con una especie diferente a C. melanocephalus Boubli había estudiado los cacajos del Parque nacional del Pico de la Neblina, adyacente al parque nacional de la Serranía de la Neblina en Venezuela. La existencia de estos dos parques garantiza que una parte significativa del territorio de distribución de la especie se encuentra en áreas protegidas.